# Station Sukowice
Station Sukowice is een spoorwegstation in de Poolse plaats Sukowice.